# 王薄
王薄（？—622年），隋朝末期民變領袖之一。齊郡鄒平（今山东省内）人。

## 生平
隋煬帝大業七年（611年）十月，王薄因兵役繁重，與同郡孟讓首先起兵反隋，占長白山（今山東章丘境内，非今东北地区的长白山）為根據，自稱「知世郎」，作《無向遼東浪死歌》，號召群眾反對出征高句麗。
王薄起義後，農民爭相歸附，短短一年間人數發展到數萬人，幾度擊敗官軍，後引軍向南渡河，轉掠魯郡時被隋將張須陀敗於泰山下，兵力損傷至僅餘萬人，王薄被迫往北渡過黃河逃竄，但仍被張須陀追至臨邑擊敗。王薄只好再度北上與孫宣雅、郝孝德等部聯合，聚眾十多萬再攻章丘，但仍為張須陀率兩萬兵馬擊潰。
唐高祖武德二年（619年），王薄投降了起兵反隋並殺死隋煬帝的宇文化及，但宇文化及不久便被竇建德領兵包圍在聊城，王薄趁機投靠竇建德，開城引進竇軍。不久，王薄又改投奔李淵，被任為齐州總管，随宋州总管盛彦师出兵參加鎮壓徐圓朗。
武德五年（622年）三月戊戌，谭州刺史李义满杀王薄。一说盛彦师向谭州征军粮，李义满因与王薄有隙，闭仓不与。须昌投降后，盛彦师抓捕李义满，关在齐州狱中。高祖闻讯，对侍臣说：“义满的忠诚是朕所熟悉的，这必是王薄所构陷。”赶紧下诏释放。使者未至，李义满已经因为忧愤死于狱中。王薄回师路过谭州，李义满兄子李武意擒杀王薄。朝廷追究李义满之死，盛彦师也获罪而死。

## 关联条目
- 隋末民变
- 隋与高句丽的战争

## 相关书籍
- 《隋书》
- 《资治通鉴》隋纪